# Reginald Dorman-Smith
Sir Reginald Hugh Dorman-Smith GBE Kt (* 10. März 1899 im Cootehill, County Cavan; † 20. März 1977 in Midhurst, Sussex) war ein britischer Diplomat, Offizier und Politiker.

## Ausbildung und Militärdienst
Dorman-Smith wurde in County Cavan in Irland geboren. Seine Ausbildung erhielt er an der Harrow School und der Royal Military Academy Sandhurst. Nach kurzem Dienst in der British Indian Army wurde er ausgemustert und schloss sich anschließend einem Freiwilligenbataillon des Queen’s Royal Regiment (West Surrey) an.

## Politische Karriere
Dorman-Smith war 1935 Vizepräsident, 1936 dann Präsident des nationalen Bauernverbandes von England und Wales (National Farmers Union, NFU). 1935 wurde er als einer von wenigen NFU-unterstützten Kandidaten Abgeordneter des House of Commons für den Wahlkreis Petersfield. Am 11. Juni 1937 wurde er als Knight Bachelor geadelt.
Als die Landwirtschaftspolitik der Regierung in den späten 1930er-Jahren unter heftige Kritik der NFU, des Parlaments und der Presse kam, ernannte Premierminister Neville Chamberlain Dorman-Smith im Januar 1939 zum Landwirtschaftsminister. Im Oktober 1939 leitete er die Regierungskampagne Dig for Victory ein, die die Nahrungsmittelproduktion auf Privatgrundstücken wie Schrebergärten erhöhen sollte, um die Abhängigkeit von der Versorgung durch Konvois zu reduzieren. Als die Regierung Chamberlain im April 1940 stürzte, übernahm ihn Winston Churchill nicht in die neue Regierung, da er dessen Vorschlag, „alles was auf der Insel vier Beine hätte zugunsten der Kornproduktion zu schlachten“, für abwegig gehalten hatte. Er wurde stattdessen Colonel der Home Defence Executive. Am 12. Februar 1941 wurde er als Knight Grand Cross des Order of the British Empire ausgezeichnet.

## Gouverneur von Birma
Vom 6. Mai 1941 bis zum 31. August 1946 war Dorman-Smith Generalgouverneur der britischen Kronkolonie Birma. In seine Amtszeit fiel die japanische Invasion und die anschließende Besetzung Birmas, während der er das Land verlassen musste. Zwischen Mai 1942 und Oktober 1945 befand er sich im Exil in Shimla. Im Oktober 1943 äußerte er seine Enttäuschung über die Tatsache, dass die Birmanen die britischen Verteidiger nicht unterstützt hatten. 25.000 Kämpfer der Burma National Army standen zu der Zeit an der Seite der Japaner.
1944 traf sich Dorman-Smith in Shimla mit Führern der anglo-birmanischen Gesellschaft, um die Zukunft der Briten in Birma zu diskutieren. Als Ergebnis der Konferenz von Shimla erhielten die Anglo-Birmanen die Zusicherung, dass sie auch im zukünftigen Birma ihre Religion, ihre Bräuche und ihre Sprache frei leben können würden, allerdings keine Unabhängigkeit.
Der britische General Sir Hubert Rance, der nach der Einnahme Ranguns die britische Militärverwaltung Birmas leitete, übergab Dorman-Smith 1946 wieder die Kontrolle über die Regierung. Im Mai 1945 hatte die britische Regierung ihre Pläne für die Zukunft Birmas in einem White Paper festgehalten: Für einige Jahre sollte der Gouverneur Direct Rule über Birma ausüben, danach sollte das 1935 eingerichtete Parlament seine Arbeit wieder aufnehmen und erst danach eine Verfassung ausgearbeitet werden, die den Übergang Birmas in eine selbstverwaltete Kolonie ermöglichen würde. Auch der Schutz der Minderheiten Birmas wurde bekräftigt, eine Entscheidung über die Frontier Areas, in denen überwiegend Chin, Kachin, Shan und Karenni lebten, sollte nicht ohne deren ausdrückliche Zustimmung fallen.
Dorman-Smith, der die Politik des White Papers umzusetzen hatte, wurde mit der strikten Ablehnung durch die in der Anti-Fascist People's Freedom League (AFPFL) vereinigten birmanischen Nationalisten konfrontiert. Seine Haltung gegenüber deren Führer Aung San war zwiespältig: Einerseits war ihm bewusst, dass er ihn für eine friedliche Lösung brauchte und bewunderte seine aufrichtige Haltung; andererseits hatte er Aung Sans Unterstützung für die Kaiserlich Japanische Armee während des Krieges nicht vergessen. Nach einer Mordanklage gegen Aung San wollte Dorman-Smith ihn nach telegrafischer Rückversicherung aus London festnehmen lassen. Kurz darauf erreichte ihn jedoch eine neue Weisung aus London, Aung San freizulassen.
Im Juni 1946 reiste Dorman-Smith nach England, nachdem er an Amöbenruhr erkrankt war. Während seines Aufenthalts in England ließ Premierminister Clement Attlee ihn durch Hubert Rance ersetzen, der die Unterstützung von Lord Mountbatten, den Vizekönig von Indien, genoss und offen für einen schnellen Weg Birmas in die Unabhängigkeit war.
Auch nachdem Dorman-Smith Birma verlassen hatte, verfolgte er die dortigen Ereignisse mit Interesse. Er war überzeugt, dass er ohne die Intervention Whitehalls in der Lage gewesen wäre zu verhindern, dass Birma den Commonwealth verließ.

## Familie
Dorman-Smiths Bruder Eric war Generalmajor der British Army im Zweiten Weltkrieg. Später brach er mit der britischen Elite, wurde irischer Nationalist und änderte seinen Namen in Dorman O’Gowan. Sein zweiter Bruder Victor war ein Captain der Royal Navy.